# Das Traumschiff: Marokko
Das Traumschiff: Marokko ist ein deutscher Fernsehfilm unter der Regie von Karola Meeder, der am 12. April 2020 im ZDF seine Erstausstrahlung hatte. Es ist die 87. Folge der Fernsehreihe Das Traumschiff.

## Handlung
Die Kunst-Expertin Clara Philipp soll fünf impressionistische Gemälde aus dem 19. Jahrhundert nach Marrakesch bringen. Auf dem Schiff begegnet sie Pit Manshold, der sich als Geschäftsmann ausgibt. Es gelingt ihm, der Expertin mehrmals über den Weg zu laufen und auch den Ausstellungsraum in Marrakesch zu betreten. Dort tauscht er heimlich eines der Bilder gegen eine seiner Fälschungen aus. Wieder auf dem Schiff wird ein Plan geschmiedet, und die Crew lädt ihn zu einer Besichtigung des Schiffes ein, gleichzeitig findet Clara Philipp das Originalbild in seiner Kabine. Die Crew nimmt schließlich den Kunstfälscher fest.
Auf dem Schiff kommen die ehemaligen Schlagersänger Rosi & Rolf wieder zusammen. Rosi möchte den unmotivierten Rolf beständig zu einem Auftritt bei einem Schlagerfestival überreden, da ihr die gemeinsamen Auftritte fehlen. Als beide krankheitsbedingt an einer Infusion hängen, singen sie zusammen auf dem Krankenbett erstmals wieder nach langer Zeit. Beide freuen sich, endlich wieder zueinander gefunden zu haben und wollen sich auch endlich als Geschwister outen.
Der Mitarbeiter Lennart verliebt sich in die Afrikanerin Lilani. Nach einigen romantischen Tagen gesteht sie ihm, eine Prinzessin zu sein und ihn nun verlassen müsse. Rolf verfolgt sie in ein luxuriöses Anwesen, wo ihr Vater eine Rede hält. Alleine muss er wieder abreisen. Lilani erscheint jedoch überraschenderweise an Deck mit der Erlaubnis ihres Vaters.

## Hintergrund
Das Traumschiff: Marokko wurde vom 25. Oktober 2019 bis zum 1. Dezember 2019 in Marokko gedreht. Produziert wurde der Film von der Polyphon Film- und Fernsehgesellschaft.

## Rezeption

### Einschaltquoten
Bei der Erstausstrahlung am 12. April 2020 wurde Das Traumschiff in Deutschland von 6,30 Millionen Zuschauern gesehen, was für das ZDF einen Marktanteil von 17,5 Prozent einbrachte.